# Mauro Viviani
Mauro Viviani (Livorno, 30 luglio 1949) è un allenatore di calcio ed ex calciatore italiano, di ruolo difensore.

## Carriera

### Giocatore
Nasce calcisticamente nelle file de G.S Campanile, squadra rionale livornese. A 16 anni viene acquistato dal Rosignano Solvay (allora società professionistica di Serie C) dove disputa due campionati nel ruolo di terzino fluidificante. In seguito approda al Torino, che lo lega con un contratto triennale. Nel 1966 un fallo subito durante una partita amichevole pre-campionato contro l'Empoli gli fa collassare menisco esterno, crociato anteriore e collaterali del ginocchio destro. Dopo una serie di consulti, il Torino decide di affidare l'intervento al Professor Fenzi presso la casa di cura Villa Tirrena di Livorno. Dopo cinque mesi da quell'operazione peraltro perfettamente riuscita, l'allora allenatore della squadra Primavera del Genoa Lino Bonilauri decide di sottoporlo ad un provino, seguito immediatamente dalla firma di un contratto che lo lega ai grifoni per cinque anni.
Un altro infortunio allo stesso ginocchio gli nega una convocazione con la Nazionale italiana Under-23 allenata da Azeglio Vicini, che lo avrebbe portato a disputare una gara internazionale a Città del Messico
Da quel momento scivola tra i semiprofesionisti e tra i dilettanti, dopo Siena, Messina, Belluno, Alassio, Colligiana (con cui vince il campionato di Prima Categoria nel 1972/73), Merano, Rovereto e quindi approda alla Leonzio, dopodiché fa ritorno in Sicilia, ad Agrigento.
La tappa successiva è nuovamente la Leonzio che a fine stagione lo cede al Cosenza. Alla fine degli anni '70, dopo una breve parentesi, Viviani decide di tornare vicino a casa a Portoferraio dove conclude la carriera da calciatore.

### Allenatore
Nelle vesti di allenatore muove i primi passi della carriera nel settore giovanile dell'Akragas quando ancora era calciatore della prima squadra, nel 1976.
L'anno successivo ancora nelle vesti di calciatore gli viene affidata la juniores della Leonzio per poi passare a dirigere la prima squadra di alcune società dilettantistiche dell'isola d'Elba: Audace Portoferraio, Marciana Marina, Campese e Polisportiva Elbana.
Arriva al Pisa nel campionato di serie A 1987-1988 sostituendo Bellotto in qualità di allenatore in seconda. Al Pisa S.C. rimane per cinque campionati, due di serie A e tre di serie B di cui uno vinto, nella stagione 1992-1993 sostituisce Montefusco prendendo in carico una squadra in difficoltà e la conduce alla qualificazione del torneo Anglo Italiano.
Chiusa la parentesi alla corte di Romeo Anconetani, approda alla guida del Perugia di Luciano Gaucci, in Serie C1 girone B, ottenendo la promozione al campionato Cadetto in compagnia di Ilario Castagner, la Centese (C2), il Brescello (C1), la Settaurense (D), l'Angelana (D), il Taranto (D), la Sambenedettese (D), la Sanremese (C2), il Foligno (D, il Castelnuovo di Assisi, il Città di Castello, il Parlesca. Tutte militanti nei campionati dilettanti umbri sono le squadre allenate.
Incredibile l'avventura del 1994, quando, dopo aver allenato il Perugia in serie B, viene richiamato al Pisa SC dal presidente Romeo Anconetani, ma rimane invischiato nel fallimento rimanendo senza squadra, fino a quando non lo chiama la Centese in Serie C2.

## Palmarès

### Giocatore

#### Competizioni nazionali
- Serie D: 1

Belluno: 1970-1971
- Serie C2: 1

Cosenza: 1979-1980

### Allenatore

#### Competizioni nazionali
- Serie C1: 1

Perugia: 1993-1994